# Medaglia dell'ordine al merito per la Patria
La medaglia dell'ordine al merito per la Patria (in russo Меда́ль о́рдена «За заслу́ги пе́ред Оте́чеством»?, Medal' Ordena «Za zaslugi pered Otečestvom») è un premio statale della Federazione Russa.

## Storia
La medaglia è stata istituita il 2 marzo 1994.

## Classi
La medaglia dispone delle seguenti classi di benemerenza:
- I classe
- II classe

| Insegne  | Insegne            | Insegne   | Insegne             |
| -------- | ------------------ | --------- | ------------------- |
|          |                    |           |                     |
| Nastri   |                    |           |                     |
| I Classe | I Classe con spade | II Classe | II Classe con spade |

## Doppi premi
La biatleta Olga Zaitseva ha ricevuto due volte la medaglia dell'ordine al Merito per la patria di II grado e una medaglia dell'ordine di I grado.
17 gennaio 2003-per i servizi allo sviluppo della cultura fisica e dello sport.
22 febbraio 2007 - per il grande contributo allo sviluppo della cultura fisica e dello sport, alti risultati sportivi.
Tra i due vincitori della medaglia dell'ordine al Merito per la patria, i gradi II e I, È noto anche l'astrofisico Dmitry Bisikalo.
9 febbraio 2012-Medaglia DELL'ordine al Merito per la patria di II grado.
20 gennaio 2022-medaglia dell'ordine al Merito per la patria di I grado per il contributo allo sviluppo della scienza e del lavoro in buona fede.
L'imprenditore e statista Sergei Muratov ha ricevuto due volte la medaglia dell'ordine di II e I grado.
2010-medaglia DELL'ordine al Merito per la patria di II grado per grandi servizi nel campo della cultura, della stampa, della radiodiffusione e di molti anni di fruttuosa attività creativa.
2016-Medaglia dell'ordine al Merito per la patria di I grado.
È stato anche segnalato un doppio premio per L'imprenditore miliardario e statista Andrei Skocha.
14 novembre 1998-medaglia DELL'ordine al Merito per la patria di II grado per i servizi nel campo della riabilitazione sociale delle persone con disabilità, protezione dei loro diritti e Interessi.
13 febbraio 2003-medaglia dell'ordine al Merito per la patria di I grado per i successi del lavoro raggiunti e molti anni di lavoro in buona fede

## Assegnazione
La medaglia è assegnata ai cittadini della Federazione Russa per altissimi meriti nei vari campi dell'industria, della costruzione, della scienza, dell'istruzione, della salute, della cultura, dei trasporti e di altre aree di lavoro e ai membri delle Forze Armate della Federazione Russa per il grande contributo alla difesa della Patria, per il successo nel mantenere la disponibilità elevata di combattimento degli organi centrali dell'amministrazione militare, di unità militari e delle organizzazioni, per il rafforzamento dello stato di diritto e ordine, per il garantire la sicurezza pubblica.

## Insegne
- La medaglia è in argento placcato in oro per la I classe. Il dritto raffigura un'aquila bicipite coronata sovrapposta ad una croce patente. Sul rovescio troviamo il motto dell'Ordine "BENEFICIO,ONORE, GLORIA" (Russo: "ПОЛЬЗА, ЧЕСТЬ И СЛАВА") con sotto foglie di alloro, la data "1994" e il numero di serie.
- Il nastro è rosso con una striscia centrale oro per la I classe e argento per la II classe.